# Shiraia bambusicola
Shiraia bambusicola är en svampart som beskrevs av Henn. 1900. Shiraia bambusicola ingår i släktet Shiraia, ordningen Pleosporales, klassen Dothideomycetes, divisionen sporsäcksvampar och riket svampar.   Inga underarter finns listade i Catalogue of Life.